# 寄宿制学院
寄宿制学院是指提供住宿的大學。 牛津大学和剑桥大学是最早提供住宿的大學。19世纪末至20世纪初時期興建的英國大學主要实行走读制。20世纪60年代建立的英國大学恢复实行寄宿制。後來其他大学也開始為学生提供宿舍。1980年，近一半的英國大学生寄宿在学院。